# Загорска супа
Загорска супа или Загорска јуха је врста супе или чорбе која изворно потиче из регије Загорја у северозападној Хрватској. Супа је била популарна у стара времена и најчешће се служила као класично сељачко јело које се сервиралоп као оброк за целу породицу.То је издашна и укусна супа, а укуснијка је ако се спрема са дивљим печуркама.
Данас је постала популарна „гурманска“ супа која се служи у многим ресторанима широм Хрватске.  

## Порекло (регија)
Загорска супа потиче из Хрватског Загорја, или само Загорја, историјскае регијае северно од главног града Хрватске Загреба. Чини је подручје источно од планине Медведнице до Словеније на северу и западу и до регијаМеђумурје и Подравина на северу и истоку. Загорје је део Крапинско-загорске жупаније и део Вараждиснке жупаније након успостављања независности Републике Хрватске. Хрвати овај регион обично називају само Загорје, али како постоји истоимена областу у Словенији, хрватски део се назива Хрватско Загорје.

## Састојци
- 1 главица ситно сецканог црног лука
- 3-4 кришке домаћее сланине (панчета)
- 200 грама печурки
- 2 на коцкице исецкана кромпир
- 1 на коцкице исецкана шаргарепа
- штап целера
- ловоров лист
- 100 мл белог вина
- 1 кашичица шећера
- 1 кашика концентрата парадајза
- 100 мл павлаке
- 1-2 кашике брашна
- 2 кашичице слатка црвена паприка
- со и млевени црни бибер (по укусу).[1][2]

## Начин припреме
Црни лук, целер, шаргарепу, кромпир, сланину ситно исецкати на коцкице, а печурке на веће комаде. 
У лонцу на свињској масти пропржите лук и сланину уз додарак прстохвата соли. Затим додати целер, шаргарепу и ловоров лист и наставити са пржењем на лаганој ватри. Потом додати кромпир исечен на коцкице и печурке и наставити са пржитењем.
При крају пржења додати концентрат парадајза, алеву паприку, зачине, добро промешати и залити темељцем (или водом), водећи рачуна да течност покрије све састојке. Оставите да се кува око 15 минута., а након тога додати још соли и бибера по укусу и налити белим вином.
Пустите да се се супа пна лаганој ватри кува још 10-15 минута, а затим додати павлаку и брашно (које претходно умешати у мало хладне воде), и наставити са кувањем још 6-7 минута.

## Сервирање
Загорска супа се износина сто у супијери, а једе се топла из дубоких тањирима или плитких чинија.  
Уз супу послужити  павлаку  или милераме, а по жељи посути је ситно сецканим першуном или мирођијом.

## Галерија
- Рибља супа